# Miércoles de Ceniza (pel·lícula de 1958)
Miércoles de Ceniza és una pel·lícula mexicana dirigida per Roberto Gavaldón en 1958, i protagonitzada per María Félix. Va participar en el 8è Festival Internacional de Cinema de Berlín. Fou rodada a Pátzcuaro, Michoacán.

## Argument
Ambientada en la dècada de 1920 en Mèxic, enmig de la Guerra Cristera. Victoria (María Félix) és violada per un sacerdot catòlic i a partir d'aquesta experiència es torna enemiga de la religió, especialment dels sacerdots, així que presta els seus serveis al govern per a combatre els cristeros i acabar amb la religió. Però un dia s'enamora del Dr. Federico Lamadrid (Arturo de Córdova), que desperta en ella emocions trobades que posaran en dubte moltes de les seves creences, fòbies i prejudicis, sobretot quan descobreixi, que en realitat, el Dr. Lamadrid, és un sacerdot disfressat.

## Repartiment
- María Félix - Victoria Rivas
- Arturo de Córdova - Dr. Federico Lamadrid
- Víctor Junco - José Antonio
- Andrea Palma - Rosa, amiga de Victoria
- María Rivas - Silvia
- María Teresa Rivas - Elvira
- David Reynoso - Enrique, coronel
- Carlos Fernández - Carlos
- Enrique García Álvarez - Padre Gonzalez
- Luis Aragón - General cristero
- Consuelo Guerrero de Luna - Mujer del burdel
- Arturo Soto Rangel - Notario
- Cuco Sánchez - Soldado cantante
- Rodolfo Landa - El Violador